# فرودگاه درم تیز ولی
فرودگاه درم تیز ولی (به انگلیسی: Durham Tees Valley Airport) یک فرودگاه همگانی مسافربری با کد یاتا MME است که یک باند فرود آسفالت دارد و طول باند آن ۲۲۹۱ متر است. این فرودگاه در شهر دارلینگتون کشور انگلستان قرار دارد و در ارتفاع ۳۷ متری از سطح دریا واقع شده‌است.

## شرکت‌های هواپیمایی و مقصدهای پروازی
The following airlines operate regular scheduled and charter flights at Durham Tees Valley Airport:
| شرکت‌های هواپیمایی                | مقصدهای پروازی                             |
| -------------------------------- | ------------------------------------------ |
| Eastern Airways                  | آبردین، هامبرساید                          |
| فلای‌بی                           | فصلی: جرزی                                 |
| کاال‌ام اجرا توسط کی‌ال‌ام سیتی‌هاپر | اسخیپول آمستردام                           |
| Loganair                         | آبردین، نوریچ (آغاز هردو از ۱۵ اکتبر ۲۰۱۷) |